# اکیبانی
اکیبانی (به لاتین: Akibani) یک منطقهٔ مسکونی در اتحاد قمر است که در جزیره آنژوان واقع شده‌است.

## خصوصیات
اکیبانی ۲٬۱۱۰ نفر جمعیت دارد.